# New Tivoli Stadion
El Tivoli Stadion es un estadio ubicado en Aquisgrán (Renania del Norte-Westfalia, Alemania). Fue abierto el 28 de agosto de  1957 (67 años). El estadio tiene capacidad para 32 960 espectadores (19 345 espectadores sentados). Las graderías totales para partidos internacionales alcanza 27 250 espectadores. Es el estadio del club Alemannia Aachen.

## Descripción
En 1908, la ciudad de Aquisgrán arrendó el área del viejo señorío Tivoli al club, nombró la posada "Destripan Tivoli" que fue localizado allí desde el siglo XIX, a su turno tomando su nombre de la ciudad de Tívoli, en Italia central. El club más tarde construyó un campo de fútbol allí. En 1925 más tierra fue añadida al arriendo, y la construcción del estadio fue comenzada. Inaugurado el 3 de junio de 1928 con una capacidad de 11 000.
La capacidad de estadio para sus tribunas:
- total: 21 300 * Sparkassen Tribüne: 3700 * SON Tribüne: 5200 * Würselener Pared: 7500 * Aachener Pared: 4900

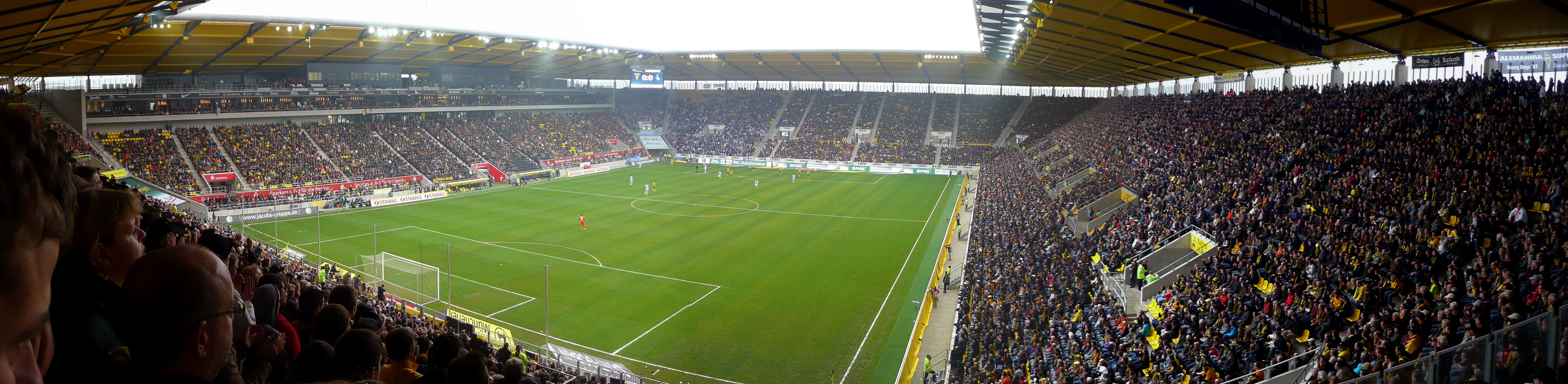
Imagen panorámica del estadio.